# Веллі-Гай (Пенсільванія)
Веллі-Гай (англ. Valley-Hi) — місто (англ. borough) в США, в окрузі Фултон штату Пенсільванія. Населення — 6 осіб (2020).

## Географія
Веллі-Гай розташоване за координатами 40°1′56″ пн. ш. 78°11′33″ зх. д. / 40.03222° пн. ш. 78.19250° зх. д. (40.032144, -78.192598).  За даними Бюро перепису населення США в 2010 році місто мало площу 1,47 км², з яких 1,31 км² — суходіл та 0,17 км² — водойми.

## Демографія
Згідно з переписом 2010 року, у селищі мешкало 15 осіб у 6 домогосподарствах у складі 5 родин. Густота населення становила 10 осіб/км².  Було 30 помешкань (20/км²).
Расовий склад населення:
| - 100,0 % — білих |

До двох чи більше рас належало 0,0 %. Частка іспаномовних становила 0,0 % від усіх жителів.
За віковим діапазоном населення розподілялося таким чином: 26,7 % — особи молодші 18 років, 53,3 % — особи у віці 18—64 років, 20,0 % — особи у віці 65 років та старші. Медіана віку мешканця становила 38,5 року. На 100 осіб жіночої статі у селищі припадало 114,3 чоловіків;  на 100 жінок у віці від 18 років та старших — 83,3 чоловіків також старших 18 років.
Цивільне працевлаштоване населення становило 6 осіб. Основні галузі зайнятості: освіта, охорона здоров'я та соціальна допомога — 66,7 %, транспорт — 33,3 %.